# 스쿠데리아 카메론 글리켄하우스 SCG 003
스쿠데리아 카메론 글리켄하우스 SCG 003(영어: Scuderia Cameron Glickenhaus SCG 003)는 미국의 스포츠카 제조업체인 스쿠데리아 카메론 글리켄하우스에서 2014년부터 생산 중인 스포츠카이다.

## 모터스포츠

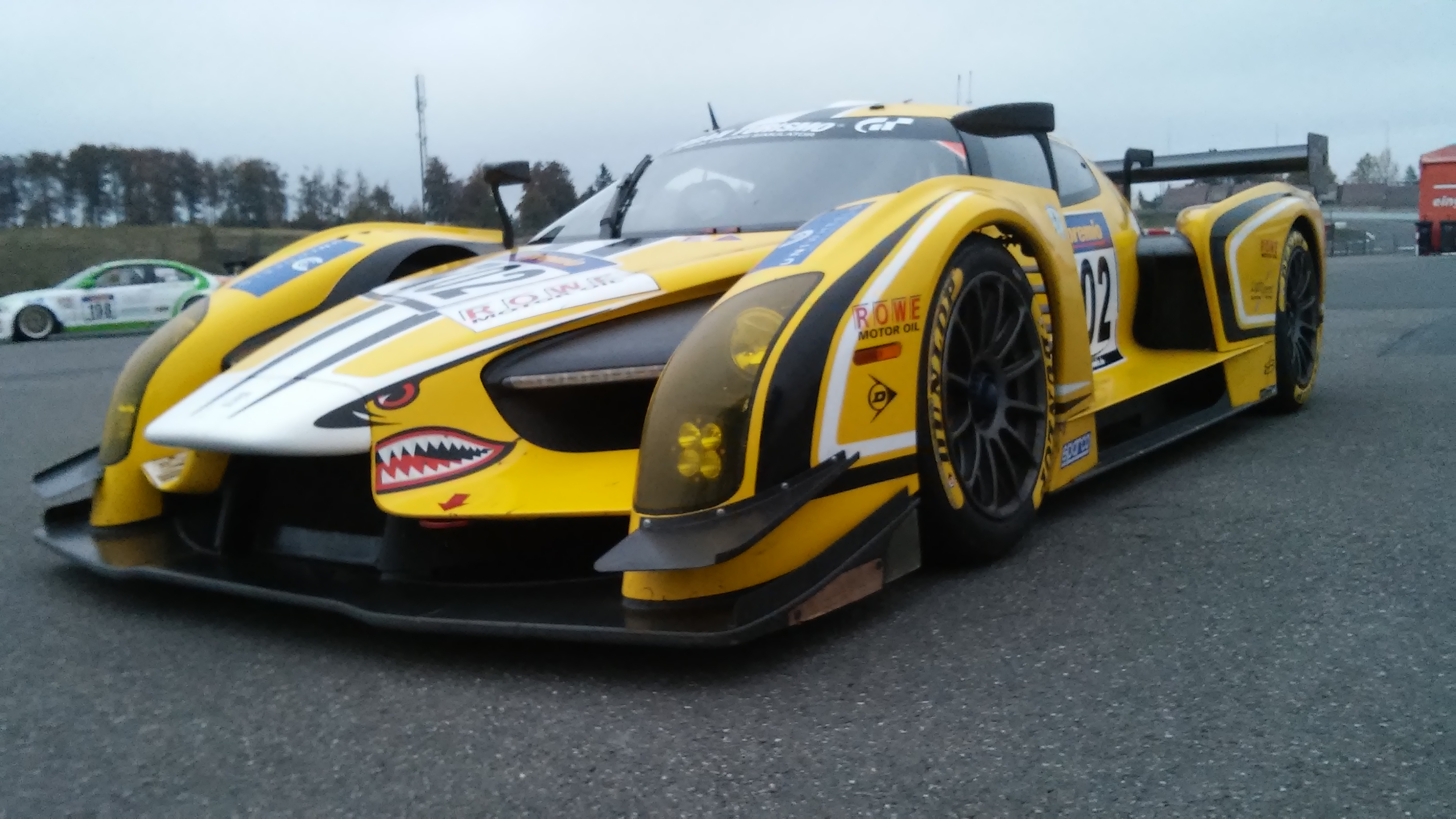
뉘르부르크링 24시 레이스에서 트라움 모터스포츠의 스쿠데리아 카메론 글리켄하우스 SCG 003C GT3

2015년에 SCG 003C가 도입된 이후 스쿠데리아 카메론 글리켄하우스는 2015년~2017년 시즌에 뉘르부르크링 24시 및 다양한 VLN 뉘르부르크링 레이스에 참가했다.
SCG는 24H 시리즈 12h Italy-Mugello 2016에서 두 대의 차량과 경쟁하였다.

## 비디오 게임에서의 등장
- 아스팔트 8: 에어본
- 아스팔트 9: 레전드